# Nicolaes Willingh
Nicolaes Willingh (Den Haag, ca. 1640 – Berlijn, 29 maart 1678) was een Hollandse kunstschilder in de zeventiende eeuw.

## Biografie
Hij was in 1661 gehuwd met Maria de Haen, zuster van kunstschilder en etser Anthony de Haen. Het echtpaar bewoonde een huis met erf in de Haagse Wagenstraat en kregen vier zonen. Bij wie Willingh het schildersvak heeft geleerd is niet bekend. In het jaar dat hij trouwde werd hij ingeschreven bij het schildersgenootschap Confrerie Pictura en in 1662 werd Willingh verkozen als een van de hoofdmannen van het genootschap. In die functie werkte hij samen met onder meer Adriaen Hanneman, Sybrand van Beest en Arnold van Ravesteyn, een zoon van Jan van Ravesteyn.
Willingh zou samenwerken met zijn schoonvader Andries de Haen, die eveneens kunstschilder was. Ze werkten in 1664-1665 gezamenlijk aan plafondschilderingen in de nieuwe Statenzaal van Holland en West-Friesland (tegenwoordig vergaderzaal van de Eerste Kamer) op het Binnenhof in Den Haag. Willingh was verantwoordelijk voor het schilderen van mensenfiguren met wolken op de achtergrond, die door oculi neerkijken naar de gezetelde politici. Andries de Haen schilderde daar rijk gedecoreerde lijsten en andere ornamenten. In 1667 vertrok Willingh naar Berlijn, waar hij in dienst trad als hofschilder van keurvorst Frederik Willem I van Brandenburg.

## Leerlingen
Leerlingen van Willingh waren Augustinus Terwesten, Robbert Duval en Louis Michiel.

## Galerij

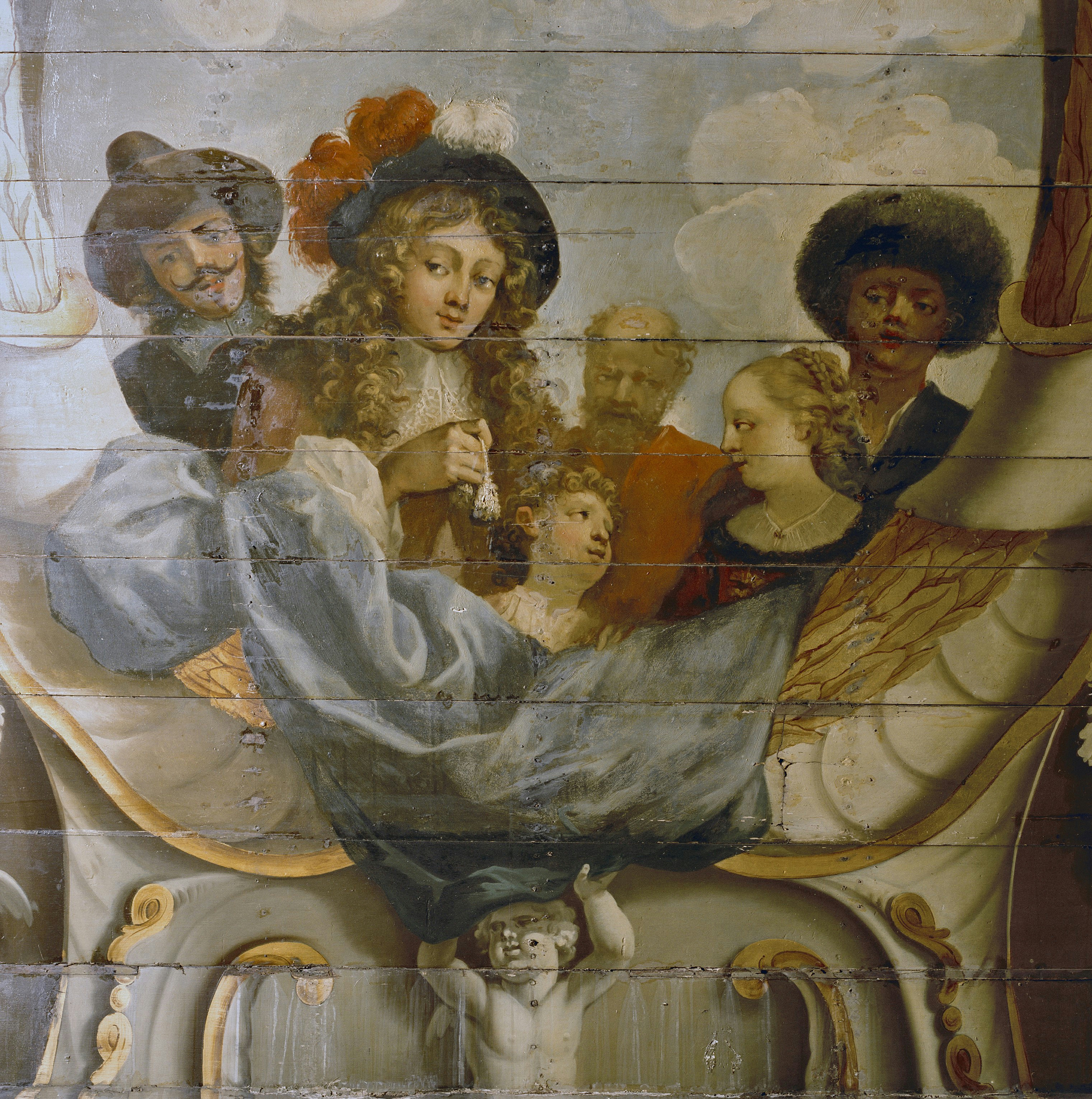
Plafondschildering van Willingh (detail) in de vergaderzaal van de Staten van Holland, tegenwoordig van de Eerste Kamer der Staten-Generaal
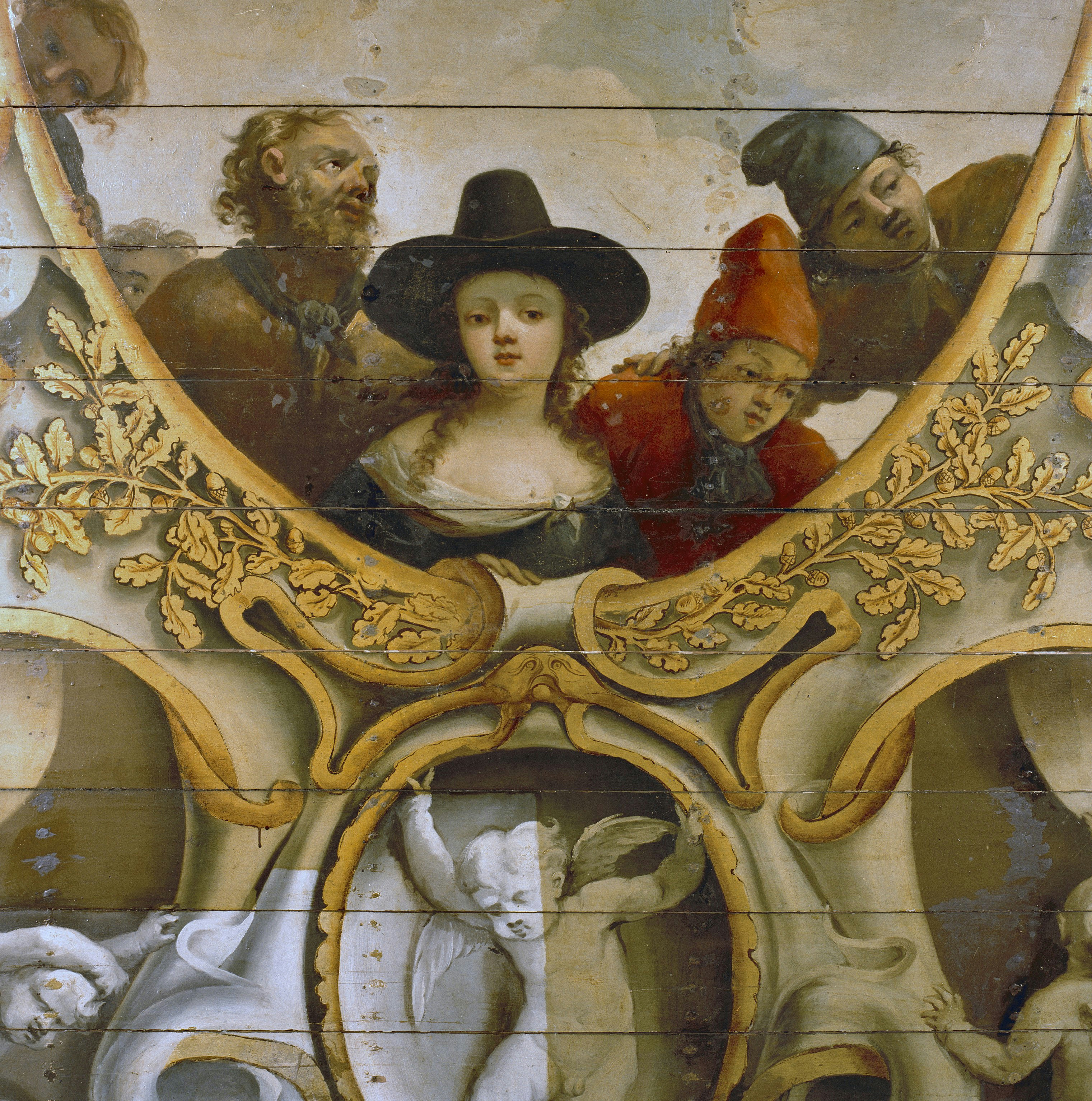
Plafondschildering van Willingh (detail) in de vergaderzaal van de Staten van Holland
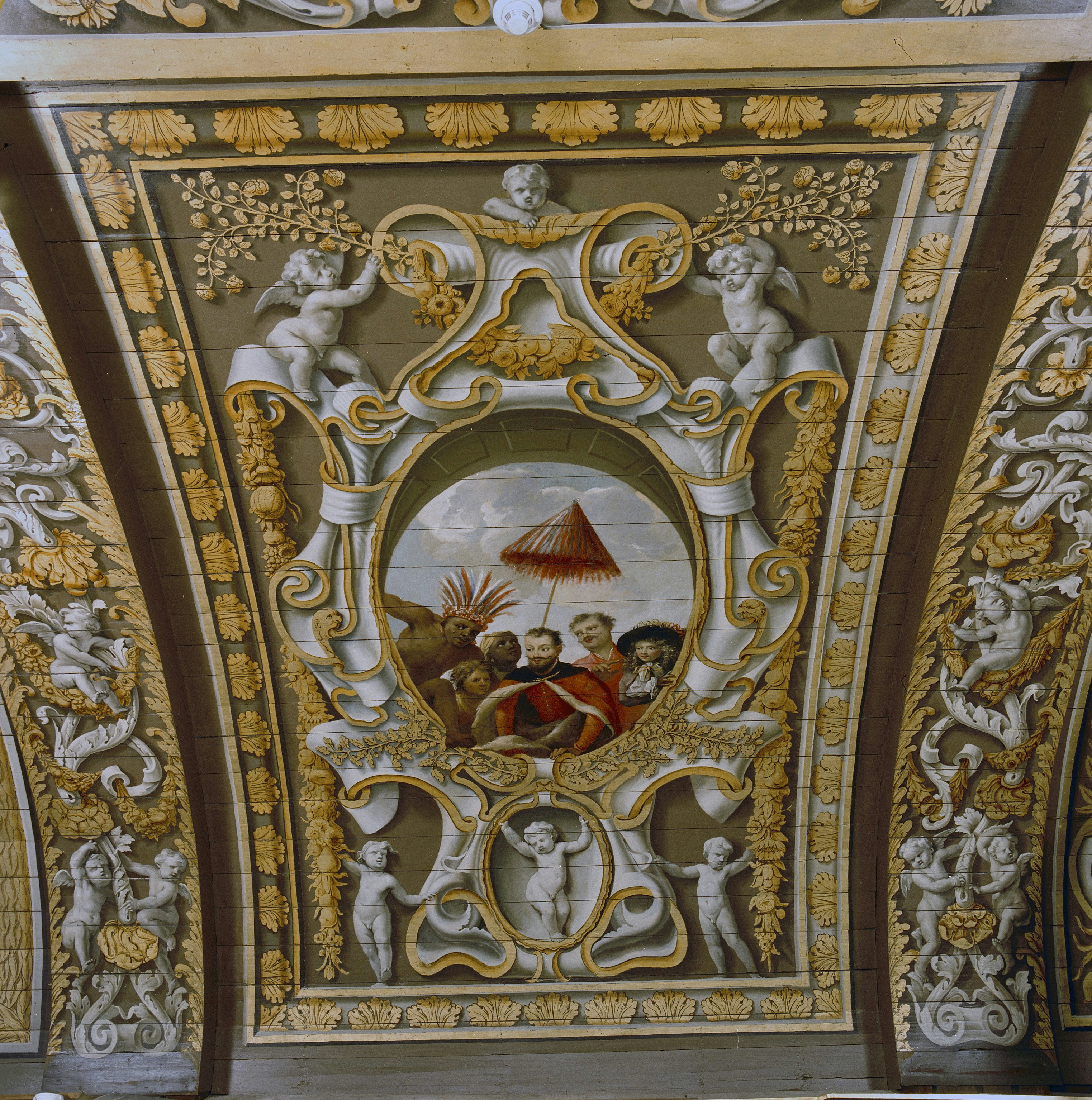
Plafondschildering van Willingh in de vergaderzaal van de Staten van Holland, met uitbundige lijstdecoraties van Andries de Haen
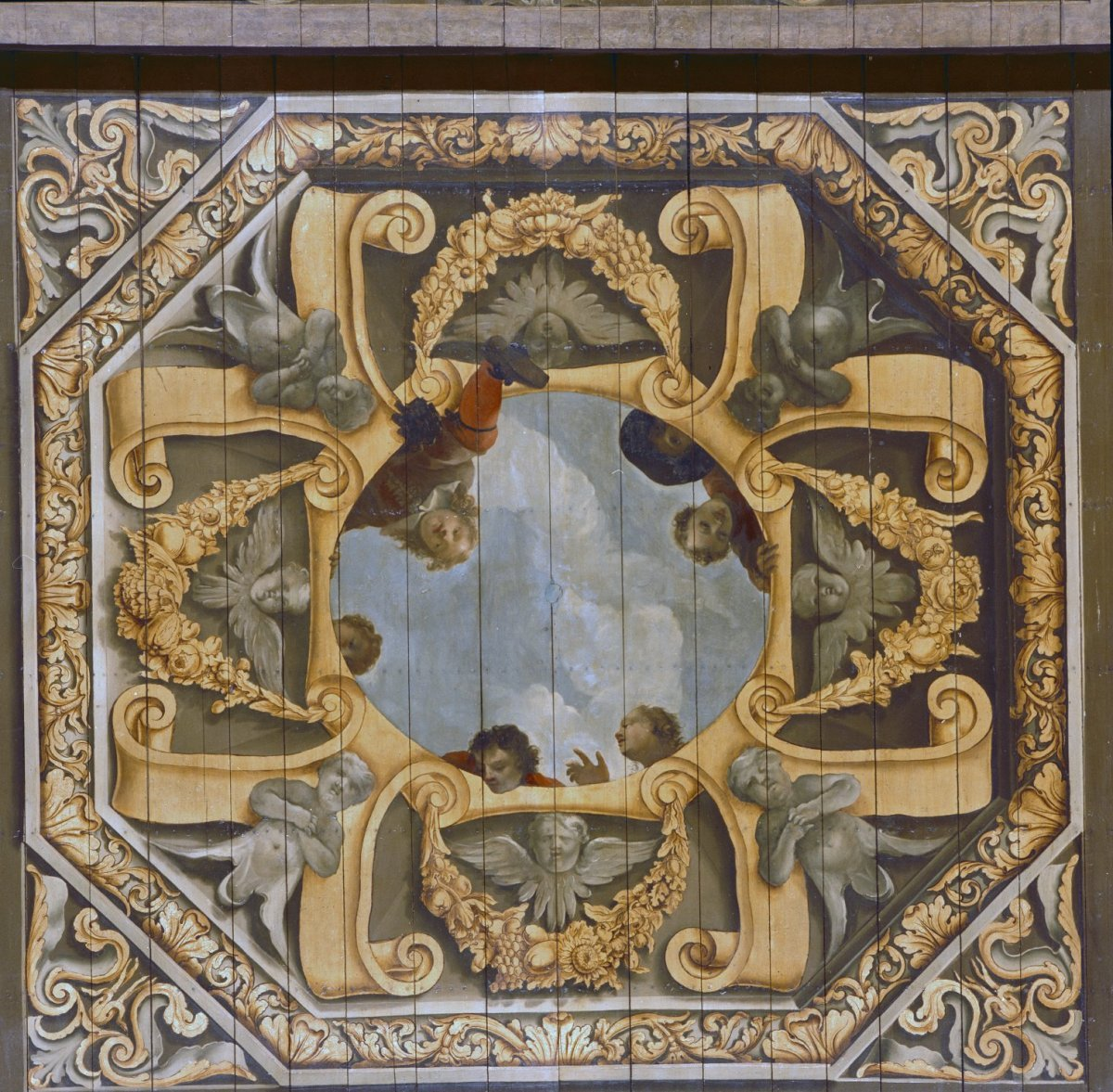
Plafondschildering van Willingh met uitbundige lijstdecoraties van Andries de Haen
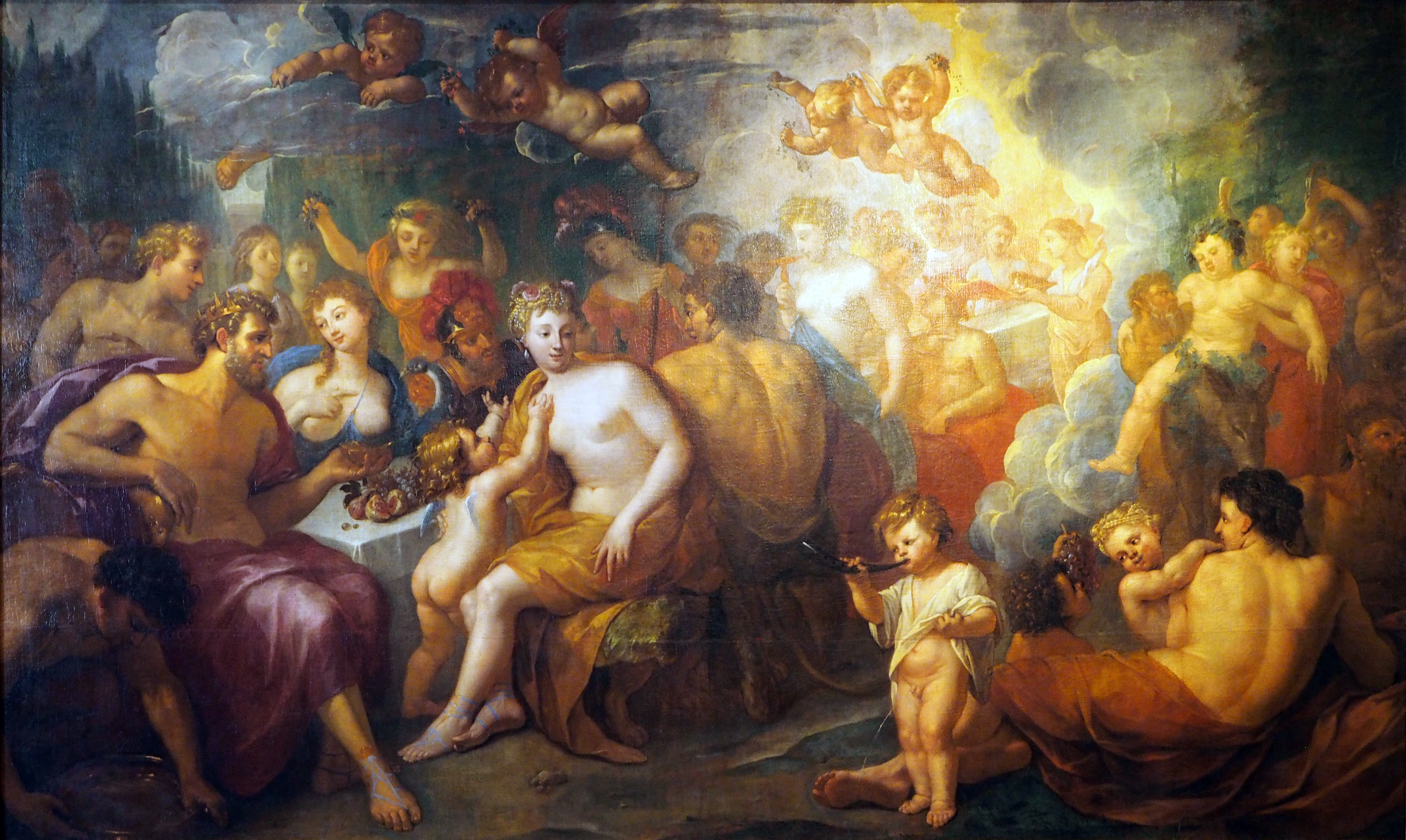
Goden op Olympus, ca. 1670, (Coll. Bomann Museum, Celle, tentoongesteld in het Residenzmuseum in Slot Celle)

- Biografisch Portaal: 58605312
- Gemeinsame Normdatei: 102384348X
- International Standard Name Identifier: 0000 0000 7064 9367
- Library of Congress Control Number: no2015129212
- Nederlandse Thesaurus van Auteursnamen: 089550714
- RKD-Nederlands Instituut voor Kunstgeschiedenis: 84772
- Union List of Artist Names: 500005461
- Virtual International Authority File: 95714197
- WorldCat: E39PBJtrWD6hbhbwpbwbVJjcT3